# (1169) Alwine
(1169) Alwine ist ein Asteroid des Hauptgürtels, der am 30. August 1930 von den Astronomen Max Wolf und Mario A. Ferrero an der Landessternwarte Heidelberg-Königstuhl (IAU-Code 024) entdeckt wurde.
Der Asteroid trägt nach klassischem Vorbild einen weiblichen Vornamen.